# 普拉纳·杰里·乔普拉
普拉纳·杰里·乔普拉（英語：Pranaav Jerry Chopra，1992年9月6日—），印度男子羽毛球運動員，專長雙打項目。

## 簡歷
普拉纳·杰里·乔普拉7歲時開始接觸羽毛球運動，起初跟隨父親當地的一間俱樂部 Satluj Club 打球。
2008年10月，普拉纳·杰里·乔普拉出戰2008年英聯邦青年運動會羽毛球比賽，跟塞·帕拉内斯·巴米迪帕提合作贏得男雙銅牌。
2010年9月，普拉纳·杰里·乔普拉与塔伦·科纳出戰哈爾科夫羽毛球國際賽，在男双準決賽以0比2（13-21、15-21）不敌赛会头号种子、俄罗斯的弗拉基米尔·伊万诺夫/伊万·索松诺夫。年尾12月，他分别与塔倫·科納以及普拉加克塔·沙旺特出戰印度羽毛球國際挑戰賽，在男双準決賽以0比2（17-21、11-21）不敌印尼的佐格·里雅迪/Yoga Ukikasah；而混双準決賽以0比2（13-21、12-21）不敌赛会头号种子、泰国的帕迪帕特·查拉查勒姆/沙威麗·阿米達拜。
2011年10月，普拉纳·杰里·乔普拉与艾谢·迪瓦卡出戰保加利亞羽毛球國際賽，在男双準決賽以0比2（18-21、16-21）不敌赛会4号种子、中華台北的梁睿緯/廖冠皓。同年10月，他与艾谢·迪瓦卡出戰瑞士羽毛球國際賽，在男双决赛以1比2（21-17、16-21、12-21）不敌赛会2号种子、波兰的卢卡斯·莫伦/沃伊切赫·苏库德拉尔塞克，赢得亚军。年尾12月，他与艾谢·迪瓦卡出戰印度羽毛球國際挑戰賽，在男双决赛以2比1（19-21、21-17、23-21）力克赛会头号种子、同胞的鲁佩什·库马尔/萨纳维·托马斯，夺得其首个国际赛冠军。
2013年10月，普拉纳·杰里·乔普拉与艾谢·迪瓦卡出戰保加利亞羽毛球國際賽，在男双準決賽以1比2（17-21、21-14、16-21）不敌赛会头号种子、波兰的卢卡斯·莫伦/沃伊切赫·苏库德拉尔塞克，赢得亚军。同期10月，他分别与艾谢·迪瓦卡以及玛内沙·库卡帕利出戰瑞士羽毛球國際賽，在男双準決賽以0比2（18-21、16-21）不敌法国的卢卡斯·科维/布里斯·利弗德斯；而混双準決賽以0比2（15-21、11-21）不敌赛会头号种子、俄罗斯的维塔利·杜尔金/尼娜·维斯洛娃。年尾12月，他分别与艾谢·迪瓦卡以及玛内沙·库卡帕利出戰印度羽毛球國際挑戰賽，在男双準決賽以1比2（21-13、7-21、15-21）不敌赛会4号种子、中華台北的田子傑/王齊麟；而混双準決賽以0比2（14-21、9-21）不敌赛会头号种子、同胞的塔伦·科纳/阿什维尼·蓬纳帕。
2015年1月，普拉纳·杰里·乔普拉与艾谢·迪瓦卡出戰印度羽毛球黃金大獎賽，在男双準決賽以0比2（10-21、13-21）不敌赛会头号种子、丹麦的玛蒂亚斯·鲍伊/卡斯腾·摩根森。接着8月，他參加印尼雅加達舉行的世界羽毛球錦標賽，與艾谢·迪瓦卡合作出戰男子雙打項目，他們在首圈以2-1反勝俄羅斯組合晉級，但在第二圈就以0比2（16-21、12-21）不敵10號種子、丹麥的马德斯·康拉德-彼德森/马德斯·皮勒尔·科尔丁出局。同年11月，他与艾谢·迪瓦卡出戰巴林羽毛球國際挑戰賽，在男双準決賽以1比2（24-22、18-21、20-22）不敌泰国的万纳瓦·安布苏万/提恩·伊斯里亚内特。同年12月，他分别与艾谢·迪瓦卡出戰孟加拉羽毛球國際挑戰賽，在男双决赛以2比0（21-16、21-16）击败了马来西亚的陳致佃/陈伟源，赢得冠军。同期12月，他分别与艾谢·迪瓦卡以及斯基·雷迪出戰印度羽毛球國際挑戰賽，在男双决赛以0比2（14-21、9-21）不敌赛会3号种子、泰国的万纳瓦·安布苏万/提恩·伊斯里亚内特，赢得亚军；而混双準決賽以0比2（16-21、14-21）不敌赛会2号种子、队友的阿伦·维什奴/阿帕娜·巴兰。
2016年1月，普拉纳·杰里·乔普拉与艾谢·迪瓦卡出戰印度羽毛球黃金大獎賽，在男双决赛以1比2（21-14、22-24、8-21）不敌马来西亚的吳蔚昇/陳蔚強，赢得亚军。同年8月，他与斯基·雷迪出戰巴西羽毛球大獎賽，在混双决赛以2比0（21-15、21-16）击败了赛会2号种子、加拿大的吳駿義/雷切尔·洪德里克，赢得冠军。同年10月，他与斯基·雷迪出戰俄羅斯羽毛球大獎賽，在混双决赛以2比0（21-17、21-19）力克东道主的弗拉基米尔·伊万诺夫/瓦莱里亚·索罗金娜，赢得冠军。同期10月，他与斯基·雷迪出戰荷蘭羽毛球大獎賽，在混双準決賽以0比2（19-21、16-21）不敌丹麦的索伦·格拉霍尔特/麦尔肯·弗勒尔戈德。同年11月，他与斯基·雷迪出戰蘇格蘭羽毛球大獎賽，在混双决赛以1比2（21-13、18-21、16-21）不敌马来西亚新组合的吳順發/賴潔敏，赢得亚军。同期11月，他与斯基·雷迪出戰威爾斯羽毛球國際賽，在混双準決賽以0比2（16-21、14-21）再次不敌马来西亚的吳順發/賴潔敏。
2017年1月，普拉纳·杰里·乔普拉与斯基·雷迪出戰印度羽毛球黃金大獎賽，在混双决赛以2比0（22-20、21-10）击败了赛会7号种子、同胞的蘇密特·雷迪/阿什維尼·蓬納帕，赢得冠军。同年8月，他參加苏格兰格拉斯哥舉行的世界羽毛球錦標賽，他和斯基·雷迪出戰混合双打項目。他與斯基·雷迪以15號種子身分出戰，故在首圈輪空；在第二圈中，以2比0 （21-12、21-19）淘汰了跨国组合的约根德兰·克里希南/普拉加克塔·沙旺特。但在第三圈中，面对赛会7號種子印尼的普拉文·乔丹/戴比·苏珊托，双方展开三局大战以1-2 （22-20、18-21、18-21）惜败于对手，16強止步。接着9月，他与斯基·雷迪出戰日本羽毛球超級賽，从首圈开始一路淘汰了日本的高階知也/江藤理惠、日本的金子祐樹/米元小春、韩国强档的徐承宰/金荷娜；直到四强中面对资格赛日本的保木卓朗/廣田彩花，鏖战三局以1比2（21-14、15-21、19-21）不敌对手，创下俩人在超级系列赛的最好佳绩。
2018年1月，他与斯基·雷迪出戰印度羽毛球公開賽，在混双準決賽以0比2（16-21、19-21）不敌赛会5号种子、丹麦新老组合的马蒂亚斯·克里斯蒂安森/克里斯汀娜·彼德森。

## 主要比賽成績
只列出曾進入準決賽的國際賽事成績：
| 年份   | 賽事                   | 公開賽級別 | 項目     | 拍檔                   | 成績   |
| ------ | ---------------------- | ---------- | -------- | ---------------------- | ------ |
| 2008年 | 英聯邦青年運動會       | 其他       | 男子雙打 | 塞·帕拉内斯·巴米迪帕提 | 銅牌   |
| 2009年 | 亞洲青年羽毛球錦標賽   | 其他       | 混合雙打 | 普拉加克塔·沙旺特      | 銅牌   |
| 2010年 | 哈爾科夫羽毛球國際賽   | 國際挑戰賽 | 男子雙打 | 塔伦·科纳              | 準決賽 |
| 2010年 | 印度羽毛球國際挑戰賽   | 國際挑戰賽 | 男子雙打 | 塔倫·科納              | 準決賽 |
| 2010年 | 印度羽毛球國際挑戰賽   | 國際挑戰賽 | 混合雙打 | 普拉加克塔·沙旺特      | 準決賽 |
| 2011年 | 保加利亞羽毛球國際賽   | 國際挑戰賽 | 男子雙打 | 艾谢·迪瓦卡            | 準決賽 |
| 2011年 | 瑞士羽毛球國際賽       | 國際挑戰賽 | 男子雙打 | 艾谢·迪瓦卡            | 亞軍   |
| 2011年 | 印度羽毛球國際挑戰賽   | 國際挑戰賽 | 男子雙打 | 艾谢·迪瓦卡            | 冠軍   |
| 2013年 | 保加利亞羽毛球國際賽   | 國際挑戰賽 | 男子雙打 | 艾谢·迪瓦卡            | 準決賽 |
| 2013年 | 瑞士羽毛球國際賽       | 國際挑戰賽 | 男子雙打 | 艾谢·迪瓦卡            | 準決賽 |
| 2013年 | 瑞士羽毛球國際賽       | 國際挑戰賽 | 混合雙打 | 玛内沙·库卡帕利        | 準決賽 |
| 2013年 | 印度羽毛球國際挑戰賽   | 國際挑戰賽 | 男子雙打 | 艾谢·迪瓦卡            | 準決賽 |
| 2013年 | 印度羽毛球國際挑戰賽   | 國際挑戰賽 | 混合雙打 | 玛内沙·库卡帕利        | 準決賽 |
| 2014年 | 印度羽毛球黃金大獎賽   | 黃金大獎賽 | 男子雙打 | 艾谢·迪瓦卡            | 準決賽 |
| 2015年 | 印度羽毛球黃金大獎賽   | 黃金大獎賽 | 男子雙打 | 艾谢·迪瓦卡            | 準決賽 |
| 2015年 | 巴林羽毛球國際挑戰賽   | 國際挑戰賽 | 男子雙打 | 艾谢·迪瓦卡            | 準決賽 |
| 2015年 | 孟加拉羽毛球國際挑戰賽 | 國際挑戰賽 | 男子雙打 | 艾谢·迪瓦卡            | 冠軍   |
| 2015年 | 印度羽毛球國際挑戰賽   | 國際挑戰賽 | 男子雙打 | 艾谢·迪瓦卡            | 亞軍   |
| 2015年 | 印度羽毛球國際挑戰賽   | 國際挑戰賽 | 混合雙打 | 斯基·雷迪              | 準決賽 |
| 2016年 | 印度羽毛球黃金大獎賽   | 黃金大獎賽 | 男子雙打 | 艾谢·迪瓦卡            | 亞軍   |
| 2016年 | 亞洲羽毛球團體錦標賽   | 其他       | 男子團體 | －                     | 銅牌   |
| 2016年 | 巴西羽毛球大獎賽       | 大獎賽     | 混合雙打 | 斯基·雷迪              | 冠軍   |
| 2016年 | 俄羅斯羽毛球大獎賽     | 大獎賽     | 混合雙打 | 斯基·雷迪              | 冠軍   |
| 2016年 | 荷蘭羽毛球大獎賽       | 大獎賽     | 混合雙打 | 斯基·雷迪              | 準決賽 |
| 2016年 | 蘇格蘭羽毛球大獎賽     | 大獎賽     | 混合雙打 | 斯基·雷迪              | 亞軍   |
| 2016年 | 威爾斯羽毛球國際賽     | 國際挑戰賽 | 混合雙打 | 斯基·雷迪              | 準決賽 |
| 2017年 | 印度羽毛球黃金大獎賽   | 黃金大獎賽 | 混合雙打 | 斯基·雷迪              | 冠軍   |
| 2017年 | 日本羽毛球超級賽       | 超級賽     | 混合雙打 | 斯基·雷迪              | 準決賽 |
| 2018年 | 印度羽毛球公開賽       | 超級500賽  | 混合雙打 | 斯基·雷迪              | 準決賽 |
| 2018年 | 英聯邦運動會羽毛球比賽 | 其他       | 混合團體 | －                     | 金牌   |
| 2018年 | 海得拉巴羽毛球公開賽   | 超級100賽  | 混合雙打 | 斯基·雷迪              | 亞軍   |

| 2007-2017年 | 首要超級賽 | 超級賽 | 黃金大獎賽 | 大獎賽 | 國際挑戰賽 | 國際系列賽 | 未來系列賽 | 其他 |

| 2018-2026年 | 總決賽 | 超級1000賽 | 超級750賽 | 超級500賽 | 超級300賽 | 超級100賽 | 國際挑戰賽 | 國際系列賽 | 未來系列賽 | 其他 |

### 奧運會和世錦賽參賽紀錄
|          | 搭檔        | 2011 | 2012 | 2013        | 2014 | 2015 | 2016 | 2017 | 2018 | 2019        |
| -------- | ----------- | ---- | ---- | ----------- | ---- | ---- | ---- | ---- | ---- | ----------- |
| 男子雙打 | 塔伦·科纳   | 48強 | －   | －          | －   | －   | －   | －   | －   | －          |
| 男子雙打 | 艾谢·迪瓦卡 | －   | －   | 48強 (退賽) | 32強 | 32強 | －   | －   | －   | －          |
|          |             |      |      |             |      |      |      |      |      |             |
| 混合雙打 | 斯基·雷迪   | －   | －   | －          | －   | －   | －   | 16強 | 32強 | 48強 (退賽) |